# صموئيل هنتر آدامز
صموئيل هنتر آدامز هو سياسي كندي، ولد في 3 سبتمبر 1878 في كندا، وتوفي في 10 ديسمبر 1975 في كندا. انتخب عمدة كالغاري ‏.